# Пшув
Пшув (на полски: Pszów; на немски: Pschow) е град в Южна Полша, Силезко войводство, Воджиславски окръг. Административно е обособен като самостоятелна градска община с площ 20,44 км2.

## Население
Според данни от полската Централна статистическа служба, към 1 януари 2014 г. населението на града възлиза на 14 252 души. Гъстотата е 697 души/км2.